# مناقشه در مثال
مناقشه در مثال یکی از مغلطه‌ها در مقام نقد است.
اگر کسی به‌جای تمرکز بر اصل موضوع، دربارهٔ مثال، تأکید داشته و تلاش کند که نادرستی اصل موضوع را با ایراد به مثال، اثبات کند، در این صورت، گرفتار این مغلطه شده‌است.
همچنین اگر مثَل مطرح‌شده، ایراد هم داشته باشد خدشه‌ای به درستی اصل مطلب، وارد نمی‌کند.
برای جلوگیری از این مغلطه شایع، در بین مردم گفته می‌شود: «در مثال، مناقشه نیست».